# Ganoblemmus
Ganoblemmus is een geslacht van rechtvleugeligen uit de familie krekels (Gryllidae). De wetenschappelijke naam van dit geslacht is voor het eerst geldig gepubliceerd in 1893 door Karsch.

## Soorten
Het geslacht Ganoblemmus omvat de volgende soorten:
- Ganoblemmus flavipes Sjöstedt, 1900
- Ganoblemmus flavopictus Bolívar, 1893
- Ganoblemmus rasilis Karsch, 1893
- Ganoblemmus rhodocephalus Gorochov, 1996
- Ganoblemmus rufotibialis Gorochov, 1996